# Callista reichenbachii
Callista reichenbachii là một loài thực vật có hoa trong họ Lan. Loài này được Kuntze mô tả khoa học đầu tiên năm 1891.